# Salvador Carvalho do Amaral Gurgel
Salvador Carvalho do Amaral Gurgel (Parati, 16 de fevereiro de 1762 - Ilha de Moçambique, 10 de dezembro de 1812) foi um cirurgião prático e envolvido na Inconfidência Mineira.
Filho do capitão-mor Salvador Carvalho Cunha do Amaral Gurgel e de Domiciliana de Jesus, então amante de seu pai. De Parati, Gurgel mudou-se para a capital, Rio de Janeiro, onde tirou a carta de praticante de cirurgia em 1787, e no mesmo ano mudou-se para Vila Rica, onde viria conhecer o clima mais libertário das ideias iluministas, estudadas em Minas Gerais.
Devido a sua participação na Inconfidência Mineira foi condenado a forca em 17 e abril de 1792, pena que foi comutada para degredo pela rainha D. Maria I através de carta régia, em segredo, 18 meses antes do anúncio da pena, em 15 de outubro de 1790. Foi para a Ilha de Moçambique, onde atuou como cirurgião e ocupou o cargo de vereador da vila de Inhambane, sendo transferido, em 1804, para o regimento de infantaria da Ilha de Moçambique, como cirurgião-mor. Em Inhambane, Gurgel fabricava medicamentos na botica do regimento e os distribuía entre os pobres, gratuitamente. Viveu em degredo até a sua morte, em 10 de dezembro de 1812.